# Siemiechy
Siemiechy – część wsi Łykoszyn w Polsce, położona w województwie lubelskim, w powiecie tomaszowskim, w gminie Telatyn.
W latach 1975–1998 Siemiechy administracyjnie należały do województwa zamojskiego.